# Kyselina chloritá
Kyselina chloritá HClO2 je jednou ze 4 kyslíkatých kyselin chloru. Jejím anhydridem je oxid chloritý a její soli se nazývají chloritany, například chloritan sodný a chloritan draselný.

## Příprava
Lze ji připravit reakcí oxidu chloritého s vodou:
Cl2O3 + H2O → 2HClO2
nebo reakcí oxidu chloričitého s peroxidem vodíku:
2ClO2 + H2O2 → 2HClO2 + O2
Při reakci ClO2 s vodou vzniká směs kyseliny chlorečné s kyselinou chloritou:
2ClO2 + H2O → HClO2 + HClO3